# جهاز استعيان (موسيقى)

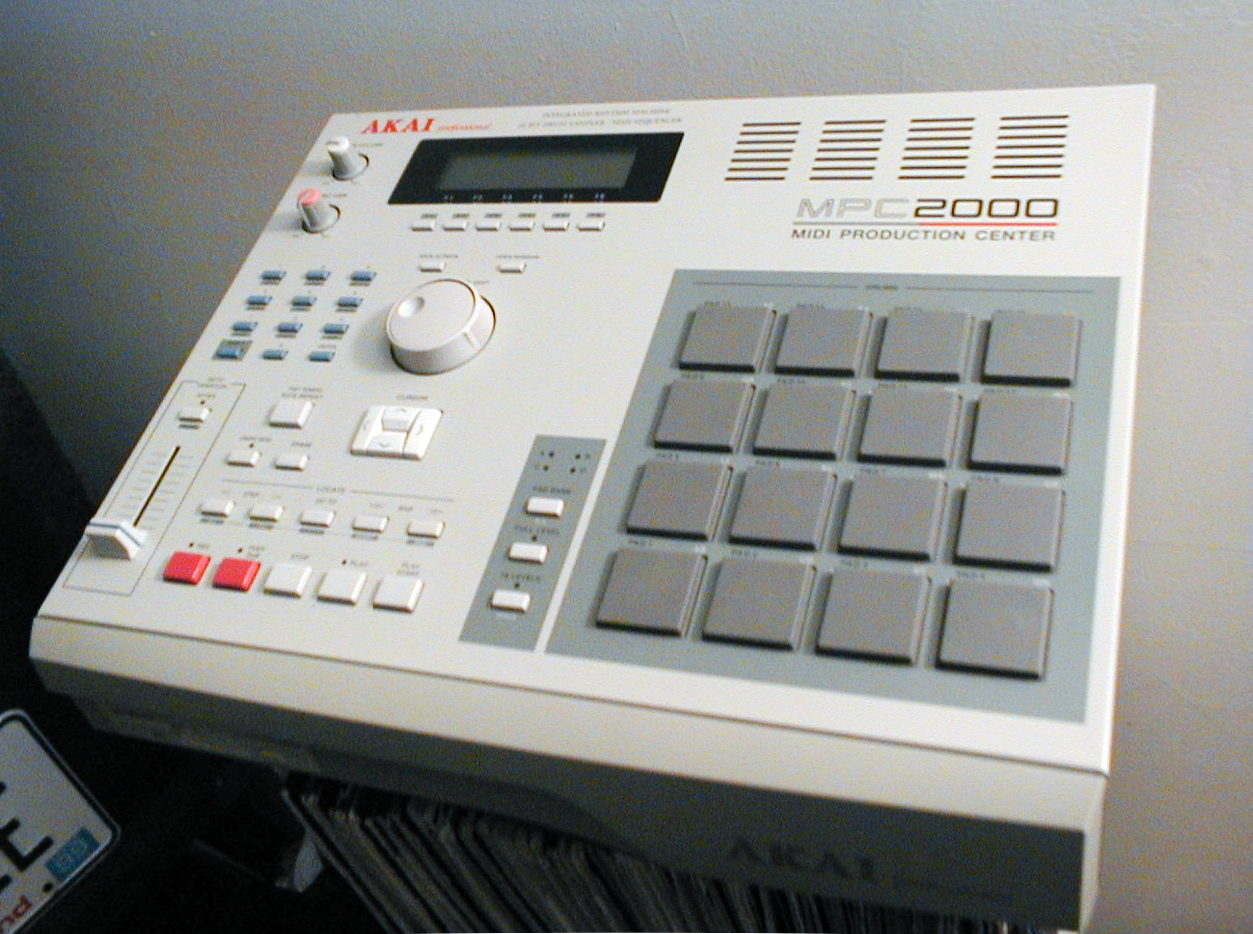
مرتب استعيان أكاي MPC2000 (صادر سنة 1997)

جهاز الاستعيان (بالإنجليزية: sampler)‏ هي آلة موسيقية إلكترونية أو رقمية تستخدم تسجيلات صوتية (أو "عيّنات") لآلات موسيقية حقيقية (مثل البيانو، الكمان أو البوق)، مقاطع من أغاني مسجلة (مثل مقطع مدّته خمس ثواني لعزف القيثارة الجهيرة من أغنية فانك) أو أصوات مخزنة (صافرات الإنذار وأمواج البحر). يُحمِّل مستخدم أو مُصنِّع العيّنات أو يسجّلها. وتُشغَّل هذه الأصوات باستخدام برنامج جهاز الاستعيان نفسه، آلة مفاتيح ميدي، مرتب موسيقي أو أجهزة أخرى (مثل الطّبول الإلكترونية) لعزف أو تأليف الموسيقى. بما أن هذه العيّنات تخزَّن في ذاكرة رقمية، يمكن ولوج المعلومات بسهولة. عادة ما يمكن تغيير حدة عيّنة محدّدة لتنتج عنها حدّات مختلفة وتكوّن سلالم موسيقية وكوردات.
تتوفر أجهزة الاستعيان عادة على مرشِّحات ووحدات التأثيرات، والتّضمين عبر التذبذب منخفض التردد وعمليّات أخرى تشبه وظائف السنثسيزر وتسمح للصوت الأصلي بأن يغيَّر بعدّة طرق. أغلب أجهزة الاستعيان تكون لها إمكانيات تعدُّد الجرس (multitimbrality)، أي أنها تستطيع تشغيل عدّة أصواتٍ مختلفةٍ في نفس الوقت. والعديد منها متعدّدة الصّوت (polyphonic) أيضاً، أي أنها تمكّن من عزف أكثر من نوطة في نفس الوقت.

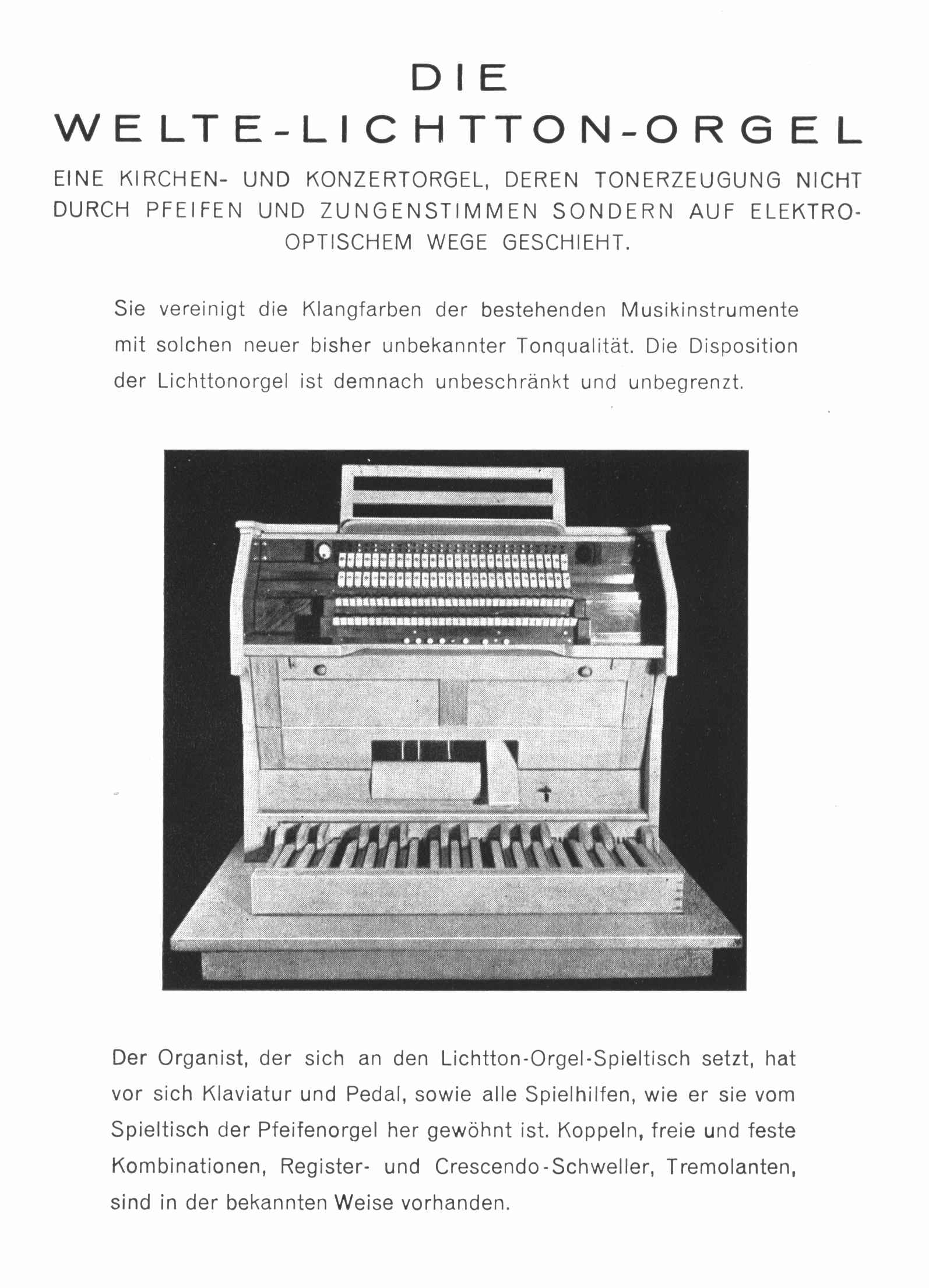
Licht-Ton Orgel (1936)،
واحد من الأورغنات الأولى التي استخدمت قرص بصري تناظري